# Gloeosoma fuscicornis
Gloeosoma fuscicornis är en skalbaggsart som först beskrevs av Thomas Casey 1900.  Gloeosoma fuscicornis ingår i släktet Gloeosoma och familjen punktbaggar. Inga underarter finns listade i Catalogue of Life.